# Открытие небес
«Открытие небес» (нидерл. De ontdekking van de hemel) — роман нидерландского писателя Харри Мюлиша, опубликованный в октябре 1992 года. Произведение, насчитывающее в оригинале 936 страниц, и часто характеризующееся как magnum opus Мюлиша, было переведено на не менее чем на 13 языков и многократно переиздано. Роман повествует о дружбе двух мужчин средних лет — астронома Макса Делиуса и лингвиста Онно Квиста, попавших в сложную жизненную ситуацию, сопровождающуюся рядом трагических событий, и заканчивающуюся возвратом каменных скрижалей с десятью заповедями на небеса. Повествование оформлено как подробный пересказ событий, отчёт, который один из ангелов отдаёт другому. Однако прямая речь с диалогом ангелов встречается лишь в начале и конце, а также между частями романа. Тот ангел, от лица которого якобы ведётся повествование, рассказывает, как он повлиял на жизнь героев романа, чтобы достичь необходимого развития событий, а также объясняет необходимость этих действий. Возврат декалога символизирует расторжение договора, заключённого между богом и человечеством от лица Моисея, как последствие того, что человечество — под влиянием Люцифера — всё больше и больше отказывается от духовной жизни в пользу современного технологичного бытия.
В своём романе Мюлиш неоднократно затрагивает темы, типичные для некоторых его произведений и тесно связанные с его собственной биографией: как и у автора, отец Макса Делиуса австриец, сотрудничавший с нацистами во время Второй мировой войны, а мать — еврейка. Прототипом Онно стал не доживший до публикации романа близкий друг Мюлиша нидерландский шахматист и публицист Ян Доннер. Как и главные герои романа, Мюлиш был участником студенческого движения шестидесятых, и тоже бывал в те годы на Кубе. История Холокоста, эвтаназия, мифология и мистицизм сопровождают читателя на протяжении всего произведения.
Роман был удостоен множества премий, в том числе Nieuwe prijs van de Nederlandstalige literaire kritiek, Multatuliprijs (нид.) и Mekka-prijs (нид.).

## Сюжет

### «Начало начала»
Произведение состоит из четырёх частей. В первой части, «Начало начала», Макс и Онно становятся лучшими друзьями и проводят много времени в разговорах о политике, истории и философии. В 1967 году нимфоман Макс влюбляется в молодую виолончелистку по имени Ада Бронс, но их отношения прекращаются, когда тот пытается узнать историю своих родителей. В это время, Онно влюбляется в Аду и без возражений со стороны Макса вступает с ней в серьёзные отношения. Волею судеб (или по плану ангела), все трое оказываются на революционной Кубе, где Ада должна была выступить с концертом. Однажды вечером, когда вдова одного кубинского военного соблазняет Онно, Макс и Ада проводят время на пляже. Расслабившись, они занимаются сексом, но никогда не рассказывают об этом Онно, который также сохраняет молчание о своей измене. Возвратившись в отель, Ада соблазняет Онно и спит с ним.

### «Конец начала»
Вернувшись в Нидерланды, во второй части романа «Конец начала», Ада узнаёт о беременности, и, хотя понимает, что не сможет определить отца ребёнка, выходит замуж за Онно, который исходит из того, что Ада вынашивает его ребёнка. Макса терзают сомнения, но он не подаёт виду и приглашает друзей навестить его в новой обсерватории близ бывшего концлагеря в Вестерборке. Ночью, во время бури, Аде звонят из города и сообщают о том, что у её отца был сердечный приступ. Макс сразу же везёт молодожёнов в больницу, но по пути они вынуждены остановиться, так как поваленное ураганом дерево перегораживает дорогу. Пока Макс и Онно под ветром и дождём пытаются сдвинуть его с места, ещё одно дерево падает на их автомобиль, переломив ждущей в нём Аде позвоночник. Скорая, прибывшая на место происшествия, увозит беременную Аду больницу, где та впадает в кому. Макс, приехавший к матери Ады, Софии Бронс, чтобы рассказать о несчастном случае, узнает о скоропостижной смерти её мужа. Оставшись переночевать у вдовы, Макс начинает с ней тайную аферу. Врачам удаётся спасти ребёнка, и Онно, углубившийся в политику и забросивший лингвистику, вынужден признаться, что без Ады он не в состоянии воспитать сына, которого назвал Квинтеном. Макс, немного успокоенный тем фактом, что Квинтен — необычайно красивый ребёнок со светлыми голубыми глазами — не похож ни на него, ни на Онно, предлагает Софии вместе воспитывать сына своего лучшего друга. Тем самым, он помогает Онно и имеет возможность продолжить свои отношения с Софией, бабушкой Квинтена.

### «Начало конца»
В третьей части романа, «Начало конца», повествуется о детстве и молодости Квинтена. Он растёт у Макса и Софии, снимающих квартиру в бывшем замке близ Вестерборка. Ада всё ещё в коме, Макс углубляется в астрономию, а Онно — лишь изредка навещающий своего сына — в политику. Квинтену снова и снова снится один и тот же сон — он находится в странном архитектурном сооружении, которое он называет «крепостью», и которое кажется ему «центром вселенной». Политическая карьера Онно заканчивается в тот день, когда в кулуарах власти узнают о его визите на революционную Кубу. В этот же день грабитель убивает его спутницу жизни, что повергает его в глубокое отчаяние. Онно пишет прощальные письма Максу, Квинтену и Софии, и уезжает неизвестно куда. Макс, прекративший свою аферу с Софией после того, как однажды они были замечены Квинтеном, проводит много времени со своей новой подругой. Однажды вечером, снова и снова обдумывая непонятные результаты наблюдений в обсерватории, Макс находит объяснение аномалии, находящейся по ту сторону точки большого взрыва. Намёк на название романа остаётся намёком, тогда как на Землю падает метеорит и уносит жизнь Макса, не успевшего поделится своей теорией.

### «Конец конца»
В заключительной части произведения под названием «Конец конца» Квинтен, будучи 16-летним юношей, решает бросить школу и отправится на поиски своего отца. Прибыв в Рим, он случайно встречает Онно, ведущего жизнь отшельника и перенёсшего инфаркт. Оба рады встрече и проводят много времени в музеях столицы. Онно охотно делится с Квинтеном своими знаниями об истории и мифологии, так что мальчик увлекается мыслью о том, что в здании Латеранской базилики хранятся каменные скрижали с десятью заповедями, которые были похищены римлянами со Святой земли и спрятаны в Санкта-Санкторум. Уговорив отца помочь ему выкрасть их, Квинтену удаётся ночью проникнуть в базилику и вскрыть все замки. Действительно, в капелле они находят две каменных плиты, похожие по размеру на скрижали Моисея. Не успев разобраться, отец и сын стремительно покидают Италию и летят в Иерусалим. По пути Онно объясняет Квинтену возможные последствия разглашения их находки, но тот упрямо верит, что им движет некая высшая сила. Прибыв в Израиль, они посещают несколько достопримечательностей, в том числе Купол Скалы. Квинтена не покидает впечатление, что скрижали являются частью Камня Основания, на котором построен мусульманский монумент. Онно настаивает на отдыхе и считает упрямость сына навязчивой идеей. В одном из кафе города Онно случайно наблюдает за женщиной преклонного возраста, говорящей на нидерландском и носящей татуировку с номером бывшего узника концлагеря. Вспоминая о ней, он понимает, что необыкновенно голубой цвет её глаз схож с цветом глаз Квинтена и всё больше убеждается, что он видел мать Макса, пережившую Освенцим. Осознав это, он вспоминает ту самую роковую ночь в Гаване, и что Макс и Ада были вместе на пляже. Эта мысль шокирует Онно, но он решает не рассказывать Квинтену — возможно, не своему сыну, а сыну Макса — об этом и возвращается в отель.
Пока Онно собирается с мыслями и отдыхает, с Квинтеном происходит что-то странное. Как в своём старом сне о «крепости», весь мир замирает, и он, взяв скрижали, отправляется к Куполу Скалы. Достигнув цели, Квинтен роняет плиты и они разбиваются вдребезги, вся сцена сопровождается неземным сиянием, поглощающим и осколки, и самого парня.
Отдохнув, Онно ищет Квинтена, но не найдя ни юноши в его номере отеля, запертом изнутри, ни скрижалей, впервые после своего отъезда звонит Софии и рассказывает о случившемся. Та же, в свою очередь, сообщает Онно, что сама тайно оказала Аде эвтаназию, так как та, так и не проснувшись из комы, тяжело болела раком матки уже на протяжении многих лет. Услышав об этом, Онно переживает второй инфаркт.
В эпилоге один ангел доволен развитием событий и считает задачу выполненной, а другой не готов бросать человечество на произвол судьбы и возмущается результатом «работы».

## Экранизация
В 2001 году нидерландский режиссёр Йерун Краббе экранизировал роман Мюлиша. Главную роль (Онно) в фильме сыграл известный британский актёр Стивен Фрай, а роль Квинтена была исполнена Нилом Ньюбоном. В фильме пропущены длинные пассажи о дружбе Макса и Онно, а также о детстве Квинтена, а сюжетная линия немного драматизирована.